# 秋山朋信
秋山 朋信（あきやま とものぶ）は、江戸時代後期の越後長岡藩士で古文辞学者。藩校崇徳館の都講。通称は多門太。号は景山で致仕後に酔翁。字は子文。一般的には秋山 景山で知られる。

## 経歴
宝暦7年（1757年）に出生。生家秋山氏は甲斐武田氏の旧臣で、武田氏滅亡後に牧野氏に仕えた家という。世録60石。
越後長岡藩主の命令により江戸に遊学し、服部南郭の義子である服部仲英に師事する。文化5年（1808年）に藩主牧野忠精が藩校崇徳館を開校すると教授方となってその責任者となり、古文辞学を指導する。後に古義堂の塾長伊藤善韶（東所）の子伊藤東岸が長岡藩に入ると文化12年（1815年）に両者ともに都講となる。これにより長岡藩の教学は朋信の古文辞学と伊藤仁斎の曾孫の伊藤東岸が指導する古義学が2派が長岡藩学の主流となる。崇徳館は当初2階建てであり、朋信による古文辞学の講義は2階で行われた。
また者頭となり、100石を知行。江戸幕府の屋代弘賢が『古今要覧稿』執筆の為に諸国にその風俗習慣を下問するがこれへの回答として、朋信は領内の7ヶ組及び新潟町や長岡町の回答を取りまとめて文化14年（1817年）に『越後国長岡領風俗問状』を執筆した。『越後国長岡領風俗問状』は写本が国会図書館や高橋文庫に所蔵されている。
天保9年（1838年）に都講を辞職するが、朋信が辞職すると長岡藩の教学としての古文辞学は廃止され、高野松蔭の朱子学にとって代わられる。天保10年（1839年）に死去。墓所は本妙寺。門弟に山田愛之助（到処）や三根山藩家老の神戸武正（四郎左衛門）がいる。